# Råggärds socken
Råggärds socken i Dalsland ingick i Valbo härad, ingår sedan 1974 i Färgelanda kommun och motsvarar från 2016 Råggärds distrikt.
Socknens areal är 64,97 kvadratkilometer varav 64,19 land. År 2000 fanns här 168 invånare. Kyrkbyn Råggärd med sockenkyrkan Råggärds kyrka ligger i socknen.

## Administrativ historik
Socknen har medeltida ursprung. 
Vid kommunreformen 1862 övergick socknens ansvar för de kyrkliga frågorna till Råggärds församling och för de borgerliga frågorna bildades Råggärds landskommun. Landskommunen uppgick 1952 i Högsäters landskommun som 1974 uppgick i Färgelanda kommun. Församlingen uppgick 2010 i Järbo-Råggärds församling.
1 januari 2016 inrättades distriktet Råggärd, med samma omfattning som församlingen hade 1999/2000.  
Socknen har tillhört län, fögderier, tingslag och domsagor enligt vad som beskrivs i artikeln Valbo härad. De indelta soldaterna tillhörde Västgöta-Dals regemente och Vedbo kompani.

## Geografi
Råggärds socken ligger nordväst om Vänersborg kring Öjemossen. Socknen är utanför några dalgångar en mossrik skogsbygd.

## Fornlämningar
En hällkista från stenåldern har påträffats. Från bronsåldern finns spridda gravrösen. Från järnåldern finns gravhögar.

## Namnet
Namnet skrevs 1531 Roggerde och kommer från en bebyggelse vid kyrkan. Namnet har tolkats som 'råggärdet; gärdet där man odlar råg'.
Före 22 augusti 1913 skrevs namnet Roggereds socken
Vid folkräkningen 1870 skrevs socknen som Råggärd men namnvarianterna Roggjerd och Roggered fanns också medtagna.

## Befolkningsutveckling
| Befolkningsutvecklingen i Råggärds socken 1750–1990                                                     | Befolkningsutvecklingen i Råggärds socken 1750–1990 | Befolkningsutvecklingen i Råggärds socken 1750–1990 | Befolkningsutvecklingen i Råggärds socken 1750–1990 | Befolkningsutvecklingen i Råggärds socken 1750–1990 |
| --- | --------------------------------------------------- | --------------------------------------------------- | --------------------------------------------------- | --------------------------------------------------- |
| |                                                     |                                                     |                                                     |                                                     |
| År |                                                     |                                                     | Folkmängd                                           |                                                     |
| 1750 | 1750                                                |                                                     | 473                                                 |                                                     |
| 1760 | 1760                                                |                                                     | 445                                                 |                                                     |
| 1769 | 1769                                                |                                                     | 447                                                 |                                                     |
| 1780 | 1780                                                |                                                     | 444                                                 |                                                     |
| 1790 | 1790                                                |                                                     | 415                                                 |                                                     |
| 1800 | 1800                                                |                                                     | 446                                                 |                                                     |
| 1810 | 1810                                                |                                                     | 452                                                 |                                                     |
| 1820 | 1820                                                |                                                     | 571                                                 |                                                     |
| 1830 | 1830                                                |                                                     | 717                                                 |                                                     |
| 1840 | 1840                                                |                                                     | 826                                                 |                                                     |
| 1850 | 1850                                                |                                                     | 948                                                 |                                                     |
| 1860 | 1860                                                |                                                     | 1 140                                               |                                                     |
| 1870 | 1870                                                |                                                     | 1 179                                               |                                                     |
| 1880 | 1880                                                |                                                     | 1 238                                               |                                                     |
| 1890 | 1890                                                |                                                     | 1 101                                               |                                                     |
| 1900 | 1900                                                |                                                     | 994                                                 |                                                     |
| 1910 | 1910                                                |                                                     | 822                                                 |                                                     |
| 1920 | 1920                                                |                                                     | 728                                                 |                                                     |
| 1930 | 1930                                                |                                                     | 661                                                 |                                                     |
| 1940 | 1940                                                |                                                     | 630                                                 |                                                     |
| 1950 | 1950                                                |                                                     | 527                                                 |                                                     |
| 1960 | 1960                                                |                                                     | 332                                                 |                                                     |
| 1970 | 1970                                                |                                                     | 256                                                 |                                                     |
| 1980 | 1980                                                |                                                     | 233                                                 |                                                     |
| 1990 | 1990                                                |                                                     | 200                                                 |                                                     |
| Anm: Källor: Umeå universitet - Tabellverket 1749-1859, Demografiska databasen, CEDAR, Umeå universitet |                                                     |                                                     |                                                     |                                                     |